# 그 비스크 돌은 사랑을 한다
《그 비스크 돌은 사랑을 한다》(일본어: その着せ替え人形は恋をする 소노 비스쿠 도루와 고이오 스루[*])는 후쿠다 신이치가 지은 일본의 만화다. 《영 간간》(스퀘어 에닉스)에서 2018년 3호부터 2025년 7월호까지 연재되었다. 약칭은 '키세코이'(着せ恋). 2023년 10월 시점에서 단행본의 누계 부수가 1000만 부를 돌파했다.
친정이 히나마츠리 인형 가게를 운영하고, 히나마츠리 인형의 얼굴을 제작하는 두사라는 직업을 하고 있는 할아버지가 있다는 환경이 영향을 미쳐 히나마츠리 인형 제작이 취미인 남자 고등학생과 외형은 갸루이지만 코스프레를 좋아하는 오타쿠 미소녀가 코스프레 의상 만들기를 통해 친밀해지는 모습을 그린다.

## 줄거리
히나마츠리 인형 직공을 꿈꾸는 고등학교 1학년, 고죠 와카나는 1학기의 어느 날, 학교에서 히나마츠리 인형용 의상을 만들던 중 동급생 키타가와 마린을 보게 된다. 예전부터 코스프레를 원하면서 의상을 만들지 못하고 있던 우미유메는, 아라나에게 의상 제작을 의뢰한다. 와카나는 어리둥절하지만 해몽의 열의에 이끌려 그녀를 위해 코스프레 의상 제작에 들어간다.
의상 완성 후, 리나는 신나를 불러 코스프레 이벤트에 참가해, 코스플레이어로서 데뷔한다. 그 돌아가는 길의 전철 안에서, 와카나는 이벤트에서의 리나에 대해 「예뻤다」라고 중얼거린다. 이 말은 와카나에게 특별한 칭찬이고, 그의 중얼거림을 들은 마린은 사랑에 빠지고 만다. 한편, 와카나가 만든 의상은 이누이 사쥬나라고 하는 코스플레이어의 눈에 띈다. 와카나 의상이 마음에 든 사쥬나는 그에게 코스프레 의상을 주문했고, 이후 이야기를 전해들은 마린의 제안으로 마린과 사쥬나의 합동 코스프레 촬영이 이뤄지게 된다.
3명은 사쥬나의 여동생으로 심수를 섞어 촬영 준비를 해나가지만, 와카나는 신쥬가 몰래 코스프레를 원하는 것을 알고, 병행해서 심수의상 준비에도 힘쓴다. 그리고 촬영 당일 마린과 사쥬나 앞에 코스프레 차림의 신쥬가 나타나 합동 코스프레 촬영은 성공리에 끝난다.
그 후도, 와카나와 마린은 코스프레 의상 만들기를 통해서 사이가 깊어져 가, 코스프레 이벤트에도 적극적으로 참가하게 된다. 그리고, 학교에서는 첫 문화제를 맞이하는 것에 즈음해, 코스프레도 OK인 미스콘 이벤트가 있는 것을 알고, 신채나 우미유메 뿐만이 아니라, 클래스 전원이 제일의 자리를 차지하려고 분위기가 고조된다.

## 등장인물
성우는 텔레비전 애니메이션판의 성우, 배우는 텔레비전 드라마판의 배우.

### 주인공
고죠 와카나(五条 新菜)
성우 - 이시게 쇼야, 타카야나기 토모요(어린시절)/배우 - 노무라 코타
본작의 주인공인 남자 고교생. 3월 21일생. 이와쓰키의 노포 인형점 "고죠 인형점"에서 일한다. 1학년 5반에 재적한다. 몸집이 큰 체격에 키는 185cm가 넘는다. 당당한 체격에 반해 자기 평가가 극도로 낮고 소극적으로 자기 주장도 서툴다. 외아들이자 부모를 일찍 잃는 등, 인형장인인 할아버지와 둘만의 생활 때문에 집안 일도 대충 한다.
취미로 연습 삼아 어려서부터 인형과 그 의상의 제작을 맡고 있다. 그래서 바느질을 잘하고 마린의 코스프레 의상을 제작하게 되면서부터는 화장도 한다. 어릴 때 절친이였던 여자에게 자신의 인형 취미를 부정당하고 절교한 쓰라린 추억이 있다. 그 트라우마때문에 자신의 취미나 기분을 감추게 되고 마린과의 접점이 생길 때까지 친구라 할 상대도 전혀 없었다. 또 처음으로 인형을 보았을 때 감동으로 "예쁘다"라는 말이 특별한 사물에 대한 말로 진심으로 생각한 때가 아니다고 말할 수 없다.
집 겸 작업장에 있는 재봉틀이 고장 나면서 다음날의 방과 후에 몰래 학교의 피복 실습실의 재봉틀을 빌려 인형의 의상을 제작하던 때에 집에 재봉틀이 없어 똑같이 피복 실습실에서 코스프레 의상을 만들기 위해 나타난 마린과 만남으로써 마린과 만날 수 있었다. 와카나의 손에 있던 인형의 머리를 보고 마린이 칭찬함으로써 자신의 좋아하는 것을 처음으로 칭찬을 받은 기쁨과 사는 세계가 다른 사람인 줄 알던 마린이 의상 만들기를 도와달라하면서 지금까지 전혀 접점이 없었던 만화, 애니메이션, 게임, 그리고 코스프레의 세계에 관련되어 가게 된다.
코스프레 의상의 제작에 대해서는 매우 진지하게 임하고 있어 원작인 작품을 세부에 이르기까지 감상할 뿐만 아니라 매우 치밀한 삼면도를 작성한 다음, 그 캐릭터나 세계관에 맞는 옷감을 고르고 제작한다. 평소에는 마린을 포함한 여성에 대한 수치심이 강하지만 장인으로서 집중하면 신체 접촉도 눈치채지 못해 마린을 당황시키는 장면도 있다.
자신과는 대조적으로 분명히 자기 주장을 하는 마린을 존경한다. 한편 연애에 대해서는 꽤 어둡고 마린에게 호의를 받고 있는 것을 전혀 눈치채지 못해 "마린과 사귀나?"라는 취지의 질문을 해도 오히려 자신 따위로는 적합하지 않다고 생각해 전력으로 부인했다.
자신의 패션에는 무감각하고 사복은 사무에와 흰색 티셔츠(기본적으로 반팔이지만 겨울은 긴 소매를 입고 있다)밖에 가지지 않고 외출시의 복장은 사무에와 맨발에 나막신(겨울은 검은 버선)이 기본 스타일이다. 마린과 같이 옷을 쇼핑하러 갔을 때도 결국 옷은 구입하지 않고 진베이를 구입하고 만족했다.
카타가와 마린(喜多川 海夢)
성우 - 스구타 히나/배우 - 나가세 리코
본작의 히로인. 3월 5일생. 와카나와 같은 1학년 5반으로, 신장은 164cm로 다소 큰 편. 일찍 어머니를 병으로 잃고, 한부모 가족으로 자랐다. 아버지는 마린이 고교 입학하기 전에 전근이 결정되어, 단신 부임하고 있어 평소에는 혼자 산다.
당당한 성격의 미소녀로 어떤 일에서도 두려워하지 않는다. 독자 모델로도 활동했으며 사무소부터 전속 모델이 되어 달라고 몇번이나 요청할 정도의 인기를 자랑하지만 하지 않았고 상냥함도 겸비했다. 그 외모로부터 흔히 헌팅도 당하는데 말을 걸어와도 기본적으로 차갑게 대응하고 또 자신이나 타인을 불문하고, 사람이 좋아하는 것을 바보 취급하는 사람은 사정없이 쳐낸다. 와카나에게 "행동력!" 하고 내적으로 생각할 정도로 생각하면 바로 행동에 취하는 타입이지만, 설명문을 잘 읽지 않고, 촬영 스튜디오라고 착각하고 러브 호텔을 예약하는 등, 좋치도 나쁘지도 한 점이 있다. 또 와카나에게 속옷 같은 속옷을 보여질 수 있어도 딱히 신경 쓰지 않지만, 컬러 렌즈를 안 한 것을 매우 수줍어하는 등 수치심이 약간 비뚤어져 있다.
상당한 오타쿠 취미로, 애니메이션이나 만화뿐만 아니라 (성인물을 포함한)게임류까지 폭넓게 즐기고 있으며, 그것을 전혀 감추지 않는다. 집의 방은 온통 캐릭터의 포스터가 있다. 코스프레를 "궁극의 사랑"이라고 표현할 정도로 정말 좋아한다, 와카나와의 만남을 계기로 코스 플레이어 "마린"으로 데뷔한다. 또한 와카나에게 의뢰한 코스프레 의상 제작할 때 재료비 등 경비는 물론 기술료도 제대로 지불하고 있다.
처음 참가한 코스프레 행사의 귀가길에 전철 안에서 잠꼬대하며 "정말 예쁘다"라고(그것도 "진심으로 생각한 때가 아니라고 할 수 없다"라고 설명된 후)와카나가 한 말로 인해 와카나에게 호감을 갖게 된다. 와카나에 대한 호감를 자각하고부터는 서투르면서도 적극적으로 접근하지만 전혀 눈치채지 못한다.

### 와카나와 마린의 가족
고죠 카오루(五条 薫)
성우 - 오노 아츠시/배우 - 야마다 메이쿄
와카나 할아버지. 인형 장인. "고죠 인형점"의 대표 이사 사장. 와카나에게 있어서 키운 부모이고, 인형 스승이기도 하다. 와카나에 친구가 없는 것을 어렴풋이와 알고 있어 그것을 마음에 두고 있었다.
와카나가 코스프레 의상을 만들기 위해서 사들인 여성용 스타킹 등을 보고 기겁해 경악하다가 병원에 실려갔다. 나중에 사들인 이유와 마린을 알고나서 이해했다. 또 마린의 편향된 식생활을 걱정하고 다음부터는 고죠가에서 식사하라고 추천한다.
와카나에 대해서도 코스프레 의상 제작과 마린에게 한 화장의 경험이 인형 만들기가 잘 되어간다고 칭찬했다, 인형에 대한 일뿐 아니라 여러 체험과 경험을 쌓도록 와카나를 지도한다.
고죠 미오리(五条 美織)
성우 - 토미오카 미사코
와카나의 사촌 누나. 나이는 25~26세.
키타가와 마스미(喜多川 真澄)
마린의 아버지. 5권에 등장. 단신 부임 중이므로 거의 집에는 가지 않는다. 연휴를 이용하고 오랜만에 귀가하지만 방학 숙제를 하지 않고 놀고만 있던 마린에게 여행 금지령을 내렸다.
고죠 니치카(五条 日嘉)
와카나와 마린의 딸.

### 코스프레 관계자
이누이 사쥬나(乾 紗寿叶)
성우 - 타네자키 아츠미/배우 - 이케다 아카나
"쥬쥬"라는 코스 필명으로 활동하고 인터넷에서 인기인 미소녀 코스 플레이어. 6월 1일생. 에스컬레이터 방식의 여자 학교인 사쿠라노미야 여고에 다니는 여고생이고, 학년은 와카나의 1살 위의 2학년이지만 나이에 비해서 동안이고 작다. 와카나와 마린에게 처음에 중학생이나 초등학생이라고 여겨졌다.
이누이 신쥬(乾 心寿)
성우 - 요미야 히나/배우 - 토요시마 코코로
사쥬나의 여동생. 중학생이지만 누나와 대조적으로 키는 178cm로 와카나의 교복이 거의 딱 맞을 정도 크다. 코스프레에서 와카나에게 빌린 교복의 단추가 날아갈 만큼 가슴도 크다.
당당한 체격에 반해 약한 낯가림하는 성격. 언니와 사이는 아주 좋고 언니 생각을 존경한다. 언니가 코스프레할 때는 아버지에게서 빌린 카메라로 사진사를 맡고 있으며 찍은 화상을 가공하고 인터넷에 올리는 등 컴퓨터 기술도 높다.
이토 스즈카(伊藤 涼香)
성우 - 미야케 마리에
2권 6권에 등장. 성은 불명. 코스프레 행사에서 사진사로서 참가. 이벤트를 통해 마린과 교류가 있다.
오가타 아키라(緒方 旭)
스즈카의 친구.
미야코(都)
스즈카의 친구. 성은 불명. 코스 플레이 할 때 남장도 하는 등 화장 솜씨가 달인급이다.
아마노 치토세(天野 千歳)
성우 - 무라세 아유무/배우 - 시오자키 다이치
히메노 아마네(姫野 あまね)라는 코스네임으로 활동하는, 수족관에서 개최된 코스프레 행사에서 등장한 코스 플레이어. 코스프레 회장에서 스커트의 혹을 떨어뜨려 곤란해 하고 있던 중, 와카나의 도움을 받는다. 와카나 일행과의 접점이 생기고 나서는, 마린에게 여장 메이크업의 주의점이나 추천의 가게를 가르치는 등 교류를 깊게 한다. 원단부터 코스프레 의상을 제작하는 와카나 일행과는 달리 코스프레 의상이나 가발은 완성품을 구입하고 있다.
우사미 하지메(宇佐見 創)
성우 - 사사키 무츠미
수예용품 전문점 유자와야(애니메이션판에서는 모델이 된 유자와야라는 이름이 그대로 사용되고 있다)의 베테랑 남성 점원. 와카나 일행에게 코스프레 의상 제작에 관해 여러가지 친절한 조언을 보내주는 온화한 초로신사. 처음에 와카나에게 삼면도를 보여주었을 때에는 와카나 본인이 코스프레 의상을 입는 것으로 착각하고 있었지만, 후에 마린의 코스를 위한 제작용으로 알고, 소재 선택을 하는 두 사람을 따뜻하게 지켜보는 등 뒤에서 응원하고 있다.

### 1학년 5반
스가야 노와(菅谷 乃羽)
성우 - 타케다 라리사 타고/배우 - 야노 나나카
마린의 클래스메이트인 여학생. 마린과 함께 노래방에 가는 것을 좋아한다. 검은 머리 바탕에 빨간색 이너 투톤의 헤어 컬러를 양갈래로 묶어 흔히 사탕을 입에 달고 있다. 최근 마린과 함께 있게 된 와카나에 대해 '사귀냐'라고 노래방에서 따지자 와카나가 황급히 부정하자, '사귀면 되는데.'라고 흘리고 있다.
야히로 다이아(八尋 大空)
성우 - 아메미야 유우카/배우 - 키우치 마루
마린의 클래스메이트인 여자. 1권부터 등장하고 있지만, 인물로서의 첫출발은 할로윈 파티에서 좀비 간호사로 가장했을 때. 이후는 학교에서 마린과 함께 등장하는 절친.
야마우치 루네(山内 瑠音)
성우 - 세키네 아키라
마린의 클래스메이트인 여자.
모리타 켄세이(森田 健星)
성우 - 우치다 슈이치/배우 - 야마야 유키히토
마린의 클래스메이트인 남자.
카시와기 시키(柏木 四季)
성우 - 코마츠 쇼헤이/배우 - 카시마타 료노스케
마린의 클래스메이트인 남자.
코가 타케루(古賀 岳琉)
성우 - 야시로 타쿠
마린의 클래스메이트인 남자.
무라카미(村上)
마린의 클래스메이트인 남자.
카와니시 세이라(河西 成蘭)
성우 - 와카야마 시온
마린의 클래스메이트인 여자.
오오츠카 카렌(大塚 加恋)
성우 - 유아사 카에데
마린의 클래스메이트인 여자.
하나오카 타에(花岡 多絵)
성우 - 시미즈 아야카
와카나와 마린이 재적해있는 1학년 5반의 담임.

### 그 외의 등장인물
아오야기 노바라(青柳 のばら)
성우 - 칸노 마이
제1화의 첫머리에서 와카나가 꾼 꿈속에서 나온, 미오리의 집의 옆집에 살고 있던 어린 소녀. TV 애니메이션판 시즌1 엔딩 크레딧에서는 '노바라'로 표기됐지만 원작에서 풀네임이 판명된 것은 시즌1 방송 후 공개된 104화다. 부모님이 죽고 막혀 있던 와카나를 여러가지 신경쓰고 있었지만, 와카나가 여자아이의 인형(히나 인형)을 정말 좋아하는 것을 알고 "기분 나쁘다."라고 말한다.

## 서지 정보
- 후쿠다 신이치 《그 비스크 돌은 사랑을 한다》 스퀘어 에닉스 〈영 간간 코믹스〉
  1. 2018년 11월 24일 초판 발행(같은 날 발매[ス 1]), ISBN 978-4-7575-5920-2
  2. 2018년 11월 24일 초판 발행(같은 날 발매[ス 2]), ISBN 978-4-7575-5921-9
  3. 2019년 5월 25일 초판 발행(같은 날 발매[ス 3]), ISBN 978-4-7575-6138-0
  4. 2019년 10월 25일 초판 발행(같은 날 발매[ス 4]), ISBN 978-4-7575-6355-1
  5. 2020년 5월 25일 초판 발행(같은 날 발매[ス 5]), ISBN 978-4-7575-6657-6
    - 특장판(같은 날 발매[ス 6]), ISBN 978-4-7575-6658-3

  6. 2020년 11월 25일 초판 발행(같은 날 발매[ス 7]), ISBN 978-4-7575-6959-1
  7. 2021년 4월 24일 초판 발행(같은 날 발매[ス 8]), ISBN 978-4-7575-7212-6
    - 오리지널 빅 아크릴 키홀더 포함 특장판(같은 날 발매[ス 9]), ISBN 978-4-7575-7213-3

  8. 2021년 10월 25일 초판 발행(같은 날 발매[ス 10]), ISBN 978-4-7575-7344-4
    - 소책자 첨부 특장판(같은 날 발매[ス 11]), ISBN 978-4-7575-7345-1

  9. 2022년 3월 25일 초판 발행(같은 날 발매[ス 12]), ISBN 978-4-7575-7837-1
  10. 2022년 9월 24일 초판 발행(같은 날 발매[ス 13]), ISBN 978-4-7575-8101-2
  11. 2023년 3월 25일 초판 발행(같은 날 발매[ス 14]), ISBN 978-4-7575-8425-9
    - 오리지널 아크릴 디오라마 포함 특장판(같은 날 발매[ス 15]), ISBN 978-4-7575-8426-6

  12. 2023년 9월 25일 초판 발행(같은 날 발매[ス 16]), ISBN 978-4-7575-8748-9
    - 오리지널 아크릴 디오라마 포함 특장판(같은 날 발매[ス 17]), ISBN 978-4-7575-8749-6

## TV 애니메이션
2022년 1월부터 3월까지 TOKYO MX 등에서 방영되었다.
2022년 9월 17일에 속편 제작이 발표되었다. 2025년 7월부터 Seoson 2가 TOKYO MX 등에서 방송 중이다.

### 스태프
|                               | Season 1                                         | Season 2                                                      |
| ----------------------------- | ------------------------------------------------ | ------------------------------------------------------------- |
| 원작                          | 후쿠다 신이치                                    | 후쿠다 신이치                                                 |
| 감독                          | 시노하라 케이스케                                | 시노하라 케이스케                                             |
| 부감독                        | 히라미네 요시히로                                | 야마모토 유스케                                               |
| 시리즈 구성·각본              | 토미타 요리코                                    | 토미타 요리코                                                 |
| 캐릭터 디자인                 | 이시다 카즈마사                                  | 이시다 카즈마사                                               |
| 메인 애니메이터               | 타카하시 나오야                                  | 타카하시 나오야                                               |
| 의상 디자인                   | 니시하라 에리카                                  | 니시하라 에리카                                               |
| 프롭 디자인                   | 빈칸                                             | 나가키 아유미                                                 |
| 색채 설계                     | 야마구치 마이                                    | 빈칸                                                          |
| 미술 설정 (S1) 미술 감독 (S2) | 네모토 히로유키                                  | 네모토 히로유키                                               |
| 특수 효과                     | 이리사 치에미                                    | 빈칸                                                          |
| 촬영 감독                     | 카나모리 츠바사                                  | 사토 루리                                                     |
| 테크니컬 디렉터               | 사쿠마 유야                                      | 사쿠마 유야                                                   |
| CG 디렉터                     | 미야지 카츠아키                                  | Ren Jie                                                       |
| 편집                          | 히라키 다이스케                                  | 히라키 다이스케                                               |
| 음향 감독                     | 후지타 아키코                                    | 후지타 아키코                                                 |
| 음향 효과                     | 노자키 히로키, 코바야시 아이리                   | 노자키 히로키, 코바야시 아이리                                |
| 음악                          | 나카츠카 타케시                                  | 나카츠카 타케시                                               |
| 음악 제작                     | 애니플렉스                                       | 애니플렉스                                                    |
| 치프 프로듀서                 | 빈칸                                             | 나카야마 노부히로, 키무라 야스타카                            |
| 프로듀서                      | 하세가와 요시노리, 오오와다 토모유키             | 하세가와 요시노리, 오오와다 토모유키                          |
| 프로듀서                      | 나카야마 노부히로, 코마츠 쇼타 키타자와 후미타카 | 마츠모토 미호, 야마구치 마이 나가미네 리에코, 후쿠시마 유이치 |
| 애니메이션 프로듀서           | 우메하라 쇼타                                    | 소메노 쇼                                                     |
| 애니메이션 제작               | CloverWorks                                      | CloverWorks                                                   |
| 제작                          | 키세코이 제작위원회                              | 키세코이 제작위원회                                           |

### 주제가
찬란 데이스(燦々デイズ)
스피라 스피카가 부른 Season 1의 오프닝 테마. 작사는 미키하, 작곡은 테라니시 유지, 편곡은 If I.
사랑의 행방(恋ノ行方)
아카세 아카리가 부른 Season 1의 엔딩 테마. 작사・작곡・편곡은 NA.ZU.NA.
네게 전할 말이 있어(君に伝えたいことがあるんだ)
스피라 스피카가 부른 Season 1 제12화 삽입곡. 작사는 미키하, 작곡은 테라니시 유지, 편곡은 If I.
푸르름과 반짝임(アオとキラメキ)
스피라 스피카가 부른 Season 2의 오프닝 테마. 작사는 미키하, 작곡·편곡은 세이케 히로시.
Kawaii Kaiwai
PiKi가 부른 Seoson 2의 엔딩 테마. 작사·작곡·편곡은 나카타 야스타카.

### 에피소드 목록
| 화수     | 제목                                                                       | 각본              | 그림 콘티         | 연출              | 작화 감독                                                                                           | 총작화 감독                                                 | 방송일         |
| Season 1 | Season 1                                                                   | Season 1          | Season 1          | Season 1          | Season 1                                                                                            | Season 1                                                    | Season 1       |
| -------- | -------------------------------------------------------------------------- | ----------------- | ----------------- | ----------------- | --------------------------------------------------------------------------------------------------- | ----------------------------------------------------------- | -------------- |
| 제1화    | 自分とは真逆の世界で生きている人 나와는 정반대의 세상에 사는 사람          | 토미타 요리코     | 시노하라 케이스케 | 시노하라 케이스케 | 코바야시 신페이 카와츠마 토모미 야마자키 준                                                         | 이시다 카즈마사                                             | 2022년 1월 9일 |
| 제2화    | さっそく、しよっか? 당장 할까?                                             | 토미타 요리코     | 히라미네 요시히로 | 히라미네 요시히로 | 이토 히로키 무라이 카오리                                                                           | 카와츠마 토모미                                             | 1월 16일       |
| 제3화    | じゃ、付き合っちゃう? 그럼 사귈까?                                         | 토미타 요리코     | 시노하라 케이스케 | 사타케 히데유키   | 오오나리 아사코 히무로 요우 사타케 히데유키                                                         | 야마자키 준                                                 | 1월 23일       |
| 제4화    | これ、彼女のとか? 이거, 여자 친구 거야?                                    | 토미타 요리코     | 코무로 유이치로   | 코무로 유이치로   | 무라이 카오리 와타나베 히카루 龍光 明光 긴상                                                        | 이시다 카즈마사                                             | 1월 30일       |
| 제5화    | この中で一番いい乳袋だからじゃん? 이 중에서 가장 멋진 가슴받이라서 그럴걸? | 토미타 요리코     | 히라미네 요시히로 | 사쿠마 타카시     | 스케가와 히로히코                                                                                   | 야마자키 준                                                 | 2월 6일        |
| 제6화    | マ!? 헐!?                                                                  | 토미타 요리코     | 우시지마 신이치로 | 우시지마 신이치로 | 이토 히로키 토미타 마리                                                                             | 코바야시 신페이 카와츠마 토모미 야마자키 준 이시다 카즈마사 | 2월 13일       |
| 제7화    | しゅきぴとおうちデートやばっ 좋아하는 사람이랑 집 데이트 대박              | 토미타 요리코     | 히라미네 요시히로 | 사누마 켄         | 이시카와 쇼시 코토쿠 마미 후지사키 신고 키타지마 유키                                               | 코바야시 신페이                                             | 2월 20일       |
| 제8화    | 逆光、オススメです 역광, 강추예요                                          | 토미타 요리코     | 카와카미 유스케   | 카와카미 유스케   | 코바야시 케이스케                                                                                   | 나카무라 마유미                                             | 2월 27일       |
| 제9화    | 写真を見たら色々あったからです 사진을 보고서 여러 일이 있었거든요          | 토미타 요리코     | 야마자키 유타     | 야마자키 유타     | 타무라 사토미 무라이 카오리                                                                         | 코바야시 신페이 이시다 카즈마사                             | 3월 6일        |
| 제10화   | 誰にでも色々あるんです 누구에게나 여러 사정이 있죠                         | 토미타 요리코     | 스기노가키 유나   | 나카고미 켄토     | 스케가와 히로히코                                                                                   | -                                                           | 3월 13일       |
| 제11화   | 俺は今、ラブホテルにいます 저는 지금, 러브호텔에 있어요                    | 토미타 요리코     | 야마모토 유스케   | 야마모토 유스케   | 야마자키 준 토미타 마리 히무로 요우 박세영 케로리라                                                 | 야마자키 준                                                 | 3월 20일       |
| 제12화   | その着せ替え人形は恋をする 그 비스크 돌은 사랑을 한다                      | 토미타 요리코     | 야마자키 유타     | 히라미네 요시히로 | 코바야시 신페이 타무라 사토미 이토 히로키 스케가와 히로히코 박세영 BONO 이시다 카즈마사 야마자키 준 | 이시다 카즈마사 야마자키 준                                 | 3월 27일       |
| Season 2 |                                                                            |                   |                   |                   | |                                                             |                |
| 제13화   | 五条新菜 15歳 思春期 고죠 와카나 15세 사춘기                               | 토미타 요리코     | 시노하라 케이스케 | 시노하라 케이스케 | 이시다 카즈마사 야마자키 준                                                                         | 이시다 카즈마사 야마자키 준 야에가시 요헤이                 | 2025년 7월 6일 |
| 제14화   | おっぱいは装備できるから 가슴은 장비할 수 있으니까                         | 토미타 요리코     | 야마모토 유스케   | 야마모토 유스케   | 타카하시 나오야 마링 송                                                                             | 이시다 카즈마사 야마자키 준 야에가시 요헤이                 | 7월 13일       |
| 제15화   | 日常パートめっちゃすこ〰〰〰〰♡♡♡ 일상 파트 너무 좋아~~~❤❤❤                | 토미타 요리코     | 요시카와 토모키   | 요시카와 토모키   | 스케가와 히로히코 이나다 마이                                                                       | 이시다 카즈마사 야마자키 준 야에가시 요헤이                 | 7월 20일       |
| 제16화   | あたしの体の事、全部知ってるんだ 내 몸에 대해서 전부 아는구나              | 시노하라 케이스케 | 쿠로사와 마모루   | 사쿠마 타카시     | 카미타케 유야 이토 히로키                                                                           | 이시다 카즈마사 야마자키 준 야에가시 요헤이                 | 7월 27일       |

## TV 드라마
2024년 10월 9일(8일 심야)부터 12월 11일(10일 심야)까지 마이니치 방송의 드라마이즘에서 방송되었다.
| 마이니치 방송 드라마이즘              | 마이니치 방송 드라마이즘   | 마이니치 방송 드라마이즘 |
| 이전 작품                             | 작품명                     | 다음 작품                |
| ------------------------------------- | -------------------------- | ------------------------ |
| 완벽한 와이프에 의한 완벽한 복수 계획 | 그 비스크 돌은 사랑을 한다 | 레드 블루                |

### 내용주
1. ↑  Season 2만
2. ↑  애니플렉스, SQUARE ENIX, 무빅, TOKYO MX, BS11, 스튜디오 마우스, CloverWorks[주 1]

### 참조주
1. ↑  “「桃色メロイック」の福田晋一、ひと癖あるギャル×和裁男子のラブコメをYGで”. 《코믹 나탈리》. 나타샤. 2018년 1월 19일. 2019년 5월 21일에 원본 문서에서 보존된 문서. 2019년 6월 5일에 확인함.
2. ↑  “その着せ替え人形は恋をする（着せ恋）｜アニメ声優・キャラクター・登場人物・2022冬アニメ最新情報一覧 | アニメイトタイムズ”. 《その着せ替え人形は恋をする（着せ恋）｜アニメ声優・キャラクター・登場人物・2022冬アニメ最新情報一覧 | アニメイトタイムズ》. 2022년 1월 30일에 확인함.
3. ↑  “その着せ替え人形は恋をする：コミックス累計1000万部突破　1年半で2.8倍　テレビアニメ続編制作も話題”. 《MANTANWEB》 (MANTAN). 2023년 10월 20일. 2023년 10월 20일에 확인함.
4. ↑  “今、売れてる＆これから売れるマンガ”. 《日経エンタテインメント!》 (日経BP社) 24 (3): 84–87. 2020年2月4日.
5. 1 2  “TVアニメ『その着せ替え人形は恋をする』2022年1月放送決定！　出演声優に直田姫奈さん・石毛翔弥さん決定、第1弾PV公開”. 《애니메이트 타임즈》. 애니메이트. 2021년 10월 25일. 2021년 10월 25일에 확인함.
6. 1 2 3 4 5 6 7 8 9 10 11 12 13 14 15 16 17 18 19 20  “「その着せ替え人形は恋をする」来年1月8日放送！第2弾PV到着＆公式ラジオ番組も決定”. 《コミックナタリー》. ナターシャ. 2021년 12월 4일. 2021년 12월 5일에 확인함.
7. 1 2  “アニメ「その着せ替え人形は恋をする」紗寿叶役は種﨑敦美、心寿役は羊宮妃那”. 《코믹 나탈리》. 2021년 11월 14일. 2021년 11월 14일에 확인함.
8. ↑  “ONAIR”. 《TV 애니 '그 비스크 돌은 사랑을 한다' 공식 사이트》. 2021년 12월 4일에 확인함.
9. ↑  “TVアニメ「その着せ替え人形は恋をする」続編制作決定！”. 《TV 애니 '그 비스크 돌은 사랑을 한다' 공식 사이트》. 2022년 9월 17일. 2022년 9월 17일에 확인함.
10. ↑  “アニメ「その着せ替え人形は恋をする」続編制作決定、福田晋一がお祝い”. 《코믹 나탈리》 (나타샤). 2022년 9월 17일. 2022년 9월 17일에 확인함.
11. 1 2 3 4 5 6  “TVアニメ「着せ恋」Season 2は、7月に放送！“7月放送決定記念イラスト”も”. 《コミックナタリー》. ナターシャ. 2025년 3월 23일. 2025년 3월 23일에 확인함.

1. ↑  “その着せ替え人形は恋をする1”. 2019년 5월 25일에 확인함.
2. ↑  “その着せ替え人形は恋をする2”. 2019년 5월 25일에 확인함.
3. ↑  “その着せ替え人形は恋をする3”. 2019년 5월 25일에 확인함.
4. ↑  “その着せ替え人形は恋をする4”. 2019년 10월 25일에 확인함.
5. ↑  “その着せ替え人形は恋をする5”. 2020년 5월 25일에 확인함.
6. ↑  “その着せ替え人形は恋をする5特装版”. 2021년 4월 24일에 확인함.
7. ↑  “その着せ替え人形は恋をする6”. 2020년 11월 25일에 확인함.
8. ↑  “その着せ替え人形は恋をする7”. 2021년 4월 24일에 확인함.
9. ↑  “その着せ替え人形は恋をする7 オリジナルビッグアクリルキーホルダー特装版”. 2021년 4월 24일에 확인함.
10. ↑  “その着せ替え人形は恋をする8”. 2021년 10월 25일에 확인함.
11. ↑  “その着せ替え人形は恋をする8 小冊子付き特装版”. 2021년 10월 25일에 확인함.
12. ↑  “その着せ替え人形は恋をする9”. 2022년 3월 25일에 확인함.
13. ↑  “その着せ替え人形は恋をする10”. 2022년 9월 24일에 확인함.
14. ↑  “その着せ替え人形は恋をする11”. 2023년 3월 25일에 확인함.
15. ↑  “その着せ替え人形は恋をする11 特装版 オリジナルアクリルジオラマ付き”. 2023-03-25日에 확인함.
16. ↑  “その着せ替え人形は恋をする12”. 2023년 9월 25일에 확인함.
17. ↑  “その着せ替え人形は恋をする12 特装版 オリジナルアクリルジオラマ付き”. 2023년 9월 25일에 확인함.